# La Chapelle-Anthenaise
Chapelle-Anthenaise – miejscowość i gmina we Francji, w regionie Kraj Loary, w departamencie Mayenne.
Według danych na rok 1990 gminę zamieszkiwało 661 osób, a gęstość zaludnienia wynosiła 33 osób/km² (wśród 1504 gmin Kraju Loary Chapelle-Anthenaise plasuje się na 748. miejscu pod względem liczby ludności, natomiast pod względem powierzchni na miejscu 552.).